# Retusa leptoeneilema
Retusa leptoeneilema is een slakkensoort uit de familie van de Retusidae. De wetenschappelijke naam van de soort is voor het eerst geldig gepubliceerd in 1866 door Brusina.